# Сугой (река)
Суго́й (в верховьях Буксунда) — река в Магаданской области России, правый приток Колымы.
Длина Сугой — 347 км; площадь бассейна — 26 100 км². Является 5-й по площади бассейна и 10-й по длине притоком Колымы.

## Гидрография
Исток реки находится на высоте 515 м над уровнем моря, образуется слиянием двух рек. Река берёт начало на Колымском нагорье и далее течёт по межгорной впадине. В верховьях русло извилистое шириной 30-40 м, пойма широкая (600—800 м). Средняя глубина не превышает 0,7 м, скорость течения около 1,1-1,3 м/с. В среднем течении разбивается на рукава, здесь преобладают односторонние и пойменно-русловые разветвления. Ширина поймы от 600 м до 2 км при ширине русла от 55 м до 90 м. Средняя глубина реки не более 2 м, скорость течения до 1,3-1,5 м/с. Впадает в Колыму в 1300 км от её устья.

### Водный режим
Сугой замерзает в октябре и вскрывается в конце мая — начале июня. В некоторые годы может промерзать до дна на срок около двух месяцев. Половодье — с конца мая по сентябрь. Питание реки снеговое (преобладает в половодье). Половодье обычно начинается 20 мая, его максимум приходится на первые числа июня, спадает в конце месяца. В некоторые годы отмечается две волны половодья. Максимальный расход воды в половодье 1160 м³/с. Наибольшая интенсивность подъёма волны половодья — 41 см/сутки, высота подъёма при этом не превышает 2 м. Спад половодья как правило прерывается дождевыми паводками, которые возможны в любой месяц лета или осени. Межпаводочные периоды непродолжительны.

### Сток
Средний расход воды в 289 км от устья — 57,7 м³/с (минимальный в апреле — 0,73 м³/с; максимальный в июне — 283 м³/с). Объём стока 1,856 км³/год, модуль стока 10,0 л/(с×км²), слой стока 315 мм). Подземный сток составляет 10-20 % годового стока воды.
Во время дождевых паводков расходы воды достигают 934 м³/с. Расход воды за наиболее маловодный период открытого русла 40,6 м³/с, модуль стока 6,91 л/(с×км²).

## Гидроним
Угой вероятно имеет якутское происхождение, его точное значение не установлено. Эвенское название Буксэнде, означает «ледяная».

## Хозяйственное значение
В бассейне реки Сугой имеются угольные месторождения.

## Притоки
Объекты перечислены по порядку от устья к истоку.
- 4 км: Долинный
- 6 км: Бургали
- 15 км: река без названия
- 19 км: река без названия
- 26 км: Буря
- 32 км: река без названия
- 37 км: Глухой
- 38 км: Дружок
- 44 км: Левый
- 47 км: Весенний
- 50 км: Красавец
- 53 км: Ачага
- 53 км: река без названия
- 63 км: Ураган
- 64 км:  Сборный
- 65 км: Гурзуф
- 65 км: Чай
- 80 км: Венера
- 82 км: Нарзан
- 85 км: река без названия
- 85 км: река без названия
- 89 км: река без названия
- 91 км: река без названия
- 93 км: река без названия
- 104 км: Волна
- 108 км: Хетагчан
- 119 км: река без названия
- 120 км: река без названия
- 125 км: Люкс
- 128 км: река без названия
- 133 км: река без названия
- 136 км: река без названия
- 140 км: Шатун
- 143 км: река без названия
- 146 км: река без названия
- 152 км: Марат
- 170 км: река без названия
- 173 км: река без названия
- 176 км: река без названия
- 187 км: река без названия
- 188 км: река без названия
- 192 км: река без названия
- 196 км: Ветвистый
- 198 км: река без названия
- 199 км: река без названия
- 202 км: Чалбака
- 203 км: река без названия
- 207 км: Джапкачан
- 212 км: Энкимчан
- 213 км: Някучан
- 219 км: река без названия
- 238 км: Бургали
- 250 км: Октябрина
- 253 км: река без названия
- 264 км: Террасный
- 265 км: Вперёд
- 270 км: Ракета
- 278 км: Аппа
- 282 км: Дремучий
- 291 км: Начальный
- 292 км: Омчикчан
- 301 км: Лесной
- 304 км: Левый Урей
- 307 км: Правый Урей
- 310 км: Малый Джагдындыкан
- 314 км: Одинокий
- 317 км: Ночной
- 322 км: Весёлый
- 324 км: Джагдындыкан
- 334 км: Близкий
- 345 км: Мяучан
- 347 км: Джугаджак
- 347 км: Ойчири